# Ниццкое соглашение о классификации товаров и услуг для регистрации знаков
Ниццкое соглашение (англ. Nice Agreement Concerning the International Classification of Goods and Services for the Purposes of the Registration of Marks) учреждает Международную классификацию товаров и услуг для регистрации товарных знаков и знаков обслуживания. Ведомства интеллектуальной собственности в Договаривающихся государствах при регистрации товарного знака или знака обслуживания указывают в официальных документах и публикациях номера классов Ниццкой классификации, к которым относится соответствующий товары или услуги.
Административные функции Соглашения выполняет Всемирная организация интеллектуальной собственности.
По состоянию на 2022 год участниками является 91 государство.